# Coupe d'Europe FIBA 2023-2024
Navigation
2022-2023 2024-2025
La Coupe d'Europe FIBA 2023-2024 est la 9e édition de la Coupe d'Europe FIBA, considérée officieusement comme la quatrième compétition européenne de clubs dans la hiérarchie du basket-ball européen.

## Équipes participantes
| Saison régulière     | Saison régulière       | Saison régulière         | Saison régulière      |
| -------------------- | ---------------------- | ------------------------ | --------------------- |
| Niners Chemnitz      | BG 74 Göttingen        | Rostock Seawolves        | Balkan Botevgrad      |
| AEK Larnaca          | Keravnós Strovólou     | Bakken Bears             | Bilbao Basket         |
| BC Kalev Cramo       | Kauhajoki Karhu Basket | BCM Gravelines Dunkerque | BC TSU Tbilisi        |
| Caledonia Gladiators | Alba Fehérvár          | Hapoël Galil Elyon       | Ironi Ness Ziona BC   |
| Happy Casa Brindisi  | Pallacanestro Varèse   | KB Peja                  | BC Jonava CBet        |
| KK Mornar Bar        | Heroes Den Bosch       | ZZ Leiden                | Spójnia Stargard      |
| Legia Varsovie       | Anwil Włocławek        | Sporting CP              | CSM CSU Oradea        |
| BC CSU Sibiu         | Patrioti Levice        | Norrköping Dolphins      | ERA Nymburk           |
| Bahçeşehir Koleji SK |                        |                          |                       |
| Qualifications       |                        |                          |                       |
| Rostock Seawolves    | Sabah BC               | Chernomorets Burgas      | Anórthosis Famagouste |
| Keravnós Strovólou   | Casademont Zaragoza    | BC Pärnu                 | Joensuun Kataja       |
| BC Körmend           | UMF Tindastóll         | Bnei Herzliya            | KB Trepça             |
| Nevėžis Kedainiai    | Feniks 2010            | KK Rabotnički Skopje     | Donar Groningen       |
| FC Porto             | CS Rapid București     | Borås Basket             | Jämtland Basket       |
| BK Pardubice         | Manisa BBSK            |                          |                       |

## Compétition
Le format a été élargi pour 40 équipes réparties en 10 groupes lors de la saison régulière.

### Qualifications
Le vainqueur de chaque groupe est qualifié pour la saison régulière de la Coupe d'Europe FIBA. Des places supplémentaires peuvent être attribuées en fonction des résultats des qualifications pour la Ligue des champions, aux meilleures équipes de cette phase de qualification.

#### Tournoi de qualification A
| Rang | Équipe               | Pts | J | G | P | Pp  | Pc  | Diff |  | Résultats (dom.\ext.) |  |       |       |       |
| ---- | -------------------- | --- | - | - | - | --- | --- | ---- |  | --------------------- |  | ----- | ----- | ----- |
| 1    | Sabah BC             | 6   | 3 | 3 | 0 | 248 | 224 | 24   |  | Sabah BC              |  | 90-71 | 75-72 | 83-81 |
| 2    | CS Rapid București   | 5   | 3 | 2 | 1 | 227 | 212 | 15   |  | CS Rapid București    |  |       | 69-65 | 87-57 |
| 3    | Donar Groningen      | 4   | 3 | 1 | 2 | 202 | 206 | -4   |  | Donar Groningen       |  |       |       | 65-62 |
| 4    | KK Rabotnički Skopje | 3   | 3 | 0 | 3 | 200 | 235 | -35  |  | KK Rabotnički Skopje  |  |       |       |       |

#### Tournoi de qualification B
| Rang | Équipe                    | Pts | J | G | P | Pp  | Pc  | Diff |  | Résultats (dom.\ext.)     |  |       |        |
| ---- | ------------------------- | --- | - | - | - | --- | --- | ---- |  | ------------------------- |  | ----- | ------ |
| 1    | Manisa BBSK               | 4   | 2 | 2 | 0 | 178 | 158 | 20   |  | Manisa BBSK               |  | 80-70 | 98-88  |
| 2    | FC Porto                  | 3   | 2 | 1 | 1 | 170 | 164 | 6    |  | FC Porto                  |  |       | 100-84 |
| 3    | Nevėžis Optibet Kedainiai | 3   | 3 | 0 | 3 | 172 | 198 | -26  |  | Nevėžis Optibet Kedainiai |  |       |        |

#### Tournoi de qualification C
| Rang | Équipe         | Pts | J | G | P | Pp  | Pc  | Diff |  | Résultats (dom.\ext.) |  |       |       |
| ---- | -------------- | --- | - | - | - | --- | --- | ---- |  | --------------------- |  | ----- | ----- |
| 1    | KB Trepça      | 4   | 2 | 2 | 0 | 154 | 136 | 18   |  | KB Trepça             |  | 77-69 | 77-67 |
| 2    | UMF Tindastóll | 3   | 2 | 1 | 1 | 138 | 139 | -1   |  | UMF Tindastóll        |  |       | 69-62 |
| 3    | BC Pärnu Sadam | 2   | 2 | 0 | 2 | 129 | 146 | -17  |  | BC Pärnu Sadam        |  |       |       |

#### Tournoi de qualification D
| Rang | Équipe              | Pts | J | G | P | Pp  | Pc  | Diff |  | Résultats (dom.\ext.) |  |       |         |
| ---- | ------------------- | --- | - | - | - | --- | --- | ---- |  | --------------------- |  | ----- | ------- |
| 1    | Joensuun Kataja     | 3   | 2 | 1 | 1 | 167 | 163 | 4    |  | Joensuun Kataja       |  | 71-78 | 96-85   |
| 2    | Borås Basket        | 3   | 2 | 1 | 1 | 183 | 180 | 3    |  | Borås Basket          |  |       | 105-109 |
| 3    | Chernomorets Burgas | 3   | 2 | 1 | 1 | 194 | 201 | -7   |  | Chernomorets Burgas   |  |       |         |

#### Tournoi de qualification E
| Rang | Équipe             | Pts | J | G | P | Pp  | Pc  | Diff |  | Résultats (dom.\ext.) |  |       |        |
| ---- | ------------------ | --- | - | - | - | --- | --- | ---- |  | --------------------- |  | ----- | ------ |
| 1    | Rostock Seawolves  | 4   | 3 | 2 | 0 | 194 | 146 | 48   |  | Rostock Seawolves     |  | 93-74 | 101-72 |
| 2    | Keravnós Strovólou | 3   | 2 | 1 | 1 | 181 | 153 | 28   |  | Keravnós Strovólou    |  |       | 107-60 |
| 3    | Feniks 2010        | 2   | 2 | 0 | 2 | 132 | 208 | -76  |  | Feniks 2010           |  |       |        |

#### Tournoi de qualification F
| Rang | Équipe                  | Pts | J | G | P | Pp  | Pc  | Diff |  | Résultats (dom.\ext.)   |  |       |       |
| ---- | ----------------------- | --- | - | - | - | --- | --- | ---- |  | ----------------------- |  | ----- | ----- |
| 1    | Bnei Ofek Dist Herzliya | 4   | 2 | 2 | 0 | 184 | 151 | 33   |  | Bnei Ofek Dist Herzliya |  | 97-88 | 87-63 |
| 2    | Egis Körmend            | 3   | 2 | 1 | 1 | 179 | 184 | -5   |  | Egis Körmend            |  |       | 91-87 |
| 3    | Anórthosis Famagouste   | 2   | 2 | 0 | 2 | 150 | 178 | -28  |  | Anórthosis Famagouste   |  |       |       |

#### Tournoi de qualification G
| Rang | Équipe              | Pts | J | G | P | Pp  | Pc  | Diff |  | Résultats (dom.\ext.) |  |       |       |
| ---- | ------------------- | --- | - | - | - | --- | --- | ---- |  | --------------------- |  | ----- | ----- |
| 1    | Casademont Zaragoza | 4   | 2 | 2 | 0 | 175 | 153 | 22   |  | Casademont Zaragoza   |  | 81-65 | 94-88 |
| 2    | Jämtland Basket     | 3   | 2 | 1 | 1 | 142 | 157 | -15  |  | Jämtland Basket       |  |       | 77-76 |
| 3    | BK KVIS Pardubice   | 2   | 2 | 0 | 2 | 164 | 171 | -7   |  | BK KVIS Pardubice     |  |       |       |

#### Repêchages
Deux spots supplémentaires sont disponibles en raison de la qualification pour la saison régulière de la Ligue des Champions des deux clubs français (Cholet Basket et SIG Strasbourg). Les deux lucky loosers sont déterminés parmi les meilleurs deuxièmes de la phase de qualification
| Rang | Équipe             | Pts | J | G | P | Pp  | Pc  | Diff |
| ---- | ------------------ | --- | - | - | - | --- | --- | ---- |
| 1    | Keravnós Strovólou | 3   | 2 | 1 | 1 | 181 | 153 | 28   |
| 2    | FC Porto           | 3   | 2 | 1 | 1 | 170 | 164 | 6    |
| 3    | Borås Basket       | 3   | 2 | 1 | 1 | 183 | 180 | 3    |
| 4    | UMF Tindastóll     | 3   | 2 | 1 | 1 | 138 | 139 | -1   |
| 5    | Egis Körmend       | 3   | 2 | 1 | 1 | 179 | 184 | -5   |
| 6    | Jämtland Basket    | 3   | 2 | 1 | 1 | 142 | 157 | -15  |
| 7    | CS Rapid București | 4   | 2 | 1 | 1 | 140 | 155 | -15  |

### Saison régulière

#### Premier tour
Légende :

##### Groupe A
| Rang | Équipe                  | Pts | J | G | P | Pp  | Pc  | Diff |  | Résultats (dom.\ext.)   |       |         |       |  |
| ---- | ----------------------- | --- | - | - | - | --- | --- | ---- |  | ----------------------- | ----- | ------- | ----- |  |
| 1    | Balkan Botevgrad        | 7   | 4 | 3 | 1 | 326 | 317 | 9    |  | Balkan Botevgrad        |       | 81-70   | 85-79 |  |
| 2    | Sporting CP             | 6   | 4 | 2 | 2 | 345 | 338 | 7    |  | Sporting CP             | 90-72 |         | 83-79 |  |
| 3    | Arconic Alba Fehérvár   | 5   | 4 | 1 | 3 | 342 | 358 | -16  |  | Arconic Alba Fehérvár   | 78-88 | 106-102 |       |  |
| 4    | Bnei Ofek Dist Herzliya | 0   | 0 | 0 | 0 | 0   | 0   |      |  | Bnei Ofek Dist Herzliya |       |         |       |  |

##### Groupe B
| Rang | Équipe                     | Pts | J | G | P | Pp  | Pc  | Diff |  | Résultats (dom.\ext.) |       |       |        |       |
| ---- | -------------------------- | --- | - | - | - | --- | --- | ---- |  | --------------------- | ----- | ----- | ------ | ----- |
| 1    | Surne Bilbao Basket        | 12  | 6 | 6 | 0 | 505 | 399 | 106  |  | Surne Bilbao Basket   |       | 76-71 | 106-58 | 89-64 |
| 2    | Anwil Włocławek (+18)      | 9   | 6 | 3 | 3 | 469 | 409 | 60   |  | Anwil Włocławek       | 79-83 |       | 93-72  | 84-71 |
| 3    | Caledonia Gladiators (-18) | 9   | 6 | 3 | 3 | 431 | 475 | -44  |  | Caledonia Gladiators  | 59-78 | 66-63 |        | 96-67 |
| 4    | BC CSU Sibiu               | 6   | 6 | 0 | 6 | 379 | 501 | -122 |  | BC CSU Sibiu          | 68-73 | 41-79 | 68-80  |       |

##### Groupe C
| Rang | Équipe                  | Pts | J | G | P | Pp  | Pc  | Diff |  | Résultats (dom.\ext.)  |        |       |       |       |
| ---- | ----------------------- | --- | - | - | - | --- | --- | ---- |  | ---------------------- | ------ | ----- | ----- | ----- |
| 1    | BC Jonava CBet (+14)    | 10  | 6 | 4 | 2 | 542 | 504 | 38   |  | BC Jonava Cbet         |        | 84-65 | 80-87 | 98-94 |
| 2    | Rostock Seawolves (-14) | 10  | 6 | 4 | 2 | 504 | 473 | 31   |  | Rostock Seawolves      | 86-81  |       | 86-73 | 93-65 |
| 3    | Petrolina AEK Larnaca   | 9   | 6 | 3 | 3 | 473 | 492 | -19  |  | Petrolina AEK Larnaca  | 84-95  | 78-76 |       | 66-75 |
| 4    | Kauhajoki Karhu Basket  | 7   | 6 | 1 | 5 | 494 | 544 | -50  |  | Kauhajoki Karhu Basket | 88-104 | 92-98 | 80-85 |       |

##### Groupe D
| Rang | Équipe                    | Pts | J | G | P | Pp  | Pc  | Diff |  | Résultats (dom.\ext.) |       |       |       |        |
| ---- | ------------------------- | --- | - | - | - | --- | --- | ---- |  | --------------------- | ----- | ----- | ----- | ------ |
| 1    | Bahçeşehir Koleji SK (+4) | 11  | 6 | 5 | 1 | 547 | 464 | 83   |  | Bahçeşehir Koleji SK  |       | 88-89 | 99-80 | 103-68 |
| 2    | ERA Nymburk (-4)          | 11  | 6 | 5 | 1 | 547 | 472 | 75   |  | ERA Nymburk           | 91-96 |       | 95-61 | 78-62  |
| 3    | Sabah BC (+2)             | 7   | 6 | 1 | 5 | 451 | 528 | -77  |  | Sabah BC              | 65-83 | 89-97 |       | 81-74  |
| 4    | Mornar Barsko Zlato (-2)  | 7   | 6 | 1 | 5 | 431 | 512 | -81  |  | Mornar Barsko Zlato   | 71-78 | 76-97 | 80-75 |        |

##### Groupe E
| Rang | Équipe              | Pts | J | G | P | Pp  | Pc  | Diff |  | Résultats (dom.\ext.) |       |        |       |       |
| ---- | ------------------- | --- | - | - | - | --- | --- | ---- |  | --------------------- | ----- | ------ | ----- | ----- |
| 1    | Manisa BBSK         | 11  | 6 | 5 | 1 | 478 | 435 | 43   |  | Manisa BBSK           |       | 75-66  | 85-80 | 79-52 |
| 2    | FC Porto            | 10  | 6 | 4 | 2 | 501 | 468 | 33   |  | FC Porto              | 84-67 |        | 89-78 | 84-64 |
| 3    | Bakken Bears        | 8   | 6 | 2 | 4 | 505 | 512 | -7   |  | Bakken Bears          | 76-82 | 113-99 |       | 69-75 |
| 4    | Norrköping Dolphins | 7   | 6 | 1 | 5 | 421 | 490 | -69  |  | Norrköping Dolphins   | 77-90 | 71-79  | 82-89 |       |

##### Groupe F
| Rang | Équipe                      | Pts | J | G | P | Pp  | Pc  | Diff |  | Résultats (dom.\ext.)       |       |       |       |  |
| ---- | --------------------------- | --- | - | - | - | --- | --- | ---- |  | --------------------------- | ----- | ----- | ----- |  |
| 1    | Casademont Zaragoza         | 7   | 4 | 3 | 1 | 331 | 309 | 22   |  | Casademont Zaragoza         |       | 71-78 | 91-72 |  |
| 2    | BC Kalev Cramo              | 6   | 4 | 2 | 2 | 295 | 301 | -6   |  | BC Kalev Cramo              | 72-78 |       | 76-70 |  |
| 3    | Happy Casa Brindisi         | 5   | 4 | 1 | 3 | 311 | 327 | -16  |  | Happy Casa Brindisi         | 87-91 | 82-69 |       |  |
| 4    | Ironi Hay Motors Ness Ziona | 0   | 0 | 0 | 0 | 0   | 0   |      |  | Ironi Hay Motors Ness Ziona |       |       |       |  |

##### Groupe G
| Rang | Équipe                   | Pts | J | G | P | Pp  | Pc  | Diff |  | Résultats (dom.\ext.)    |       |       |       |  |
| ---- | ------------------------ | --- | - | - | - | --- | --- | ---- |  | ------------------------ | ----- | ----- | ----- |  |
| 1    | ZZ Leiden                | 7   | 4 | 3 | 1 | 287 | 273 | 14   |  | ZZ Leiden                |       | 77-69 | 80-76 |  |
| 2    | BCM Gravelines Dunkerque | 6   | 4 | 2 | 2 | 294 | 248 | 46   |  | BCM Gravelines Dunkerque | 74-46 |       | 83-49 |  |
| 3    | KB Trepça                | 5   | 4 | 1 | 3 | 255 | 315 | -60  |  | KB Trepça                | 54-84 | 76-68 |       |  |
| 4    | Hapoël Galil Elyon       | 0   | 0 | 0 | 0 | 0   | 0   |      |  | Hapoël Galil Elyon       |       |       |       |  |

##### Groupe H
| Rang | Équipe               | Pts | J | G | P | Pp  | Pc  | Diff |  | Résultats (dom.\ext.) |       |       |        |       |
| ---- | -------------------- | --- | - | - | - | --- | --- | ---- |  | --------------------- | ----- | ----- | ------ | ----- |
| 1    | Niners Chemnitz      | 12  | 6 | 6 | 0 | 543 | 403 | 140  |  | Niners Chemnitz       |       | 97-75 | 98-72  | 88-61 |
| 2    | PGE Spójnia Stargard | 9   | 6 | 3 | 3 | 476 | 505 | -29  |  | PGE Spójnia Stargard  | 66-84 |       | 79-83  | 73-65 |
| 3    | KB Peja              | 8   | 6 | 2 | 4 | 495 | 560 | -65  |  | KB Peja               | 63-99 | 87-91 |        | 99-84 |
| 4    | Heroes Den Bosch     | 7   | 6 | 1 | 5 | 474 | 520 | -46  |  | Heroes Den Bosch      | 66-77 | 89-92 | 109-91 |       |

##### Groupe I
| Rang | Équipe                    | Pts | J | G | P | Pp  | Pc  | Diff |  | Résultats (dom.\ext.) |        |         |       |        |
| ---- | ------------------------- | --- | - | - | - | --- | --- | ---- |  | --------------------- | ------ | ------- | ----- | ------ |
| 1    | BG 74 Göttingen (+7)      | 11  | 6 | 5 | 1 | 559 | 494 | 65   |  | BG 74 Göttingen       |        | 104-109 | 90-71 | 86-81  |
| 2    | Pallacanestro Varèse (-7) | 11  | 6 | 5 | 1 | 583 | 529 | 54   |  | Pallacanestro Varèse  | 79-91  |         | 97-90 | 109-83 |
| 3    | Keravnós Strovólou (+2)   | 7   | 6 | 1 | 5 | 454 | 526 | -72  |  | Keravnós Strovólou    | 69-102 | 80-95   |       | 84-79  |
| 4    | BC TSU Tbilisi (-2)       | 7   | 6 | 1 | 5 | 472 | 519 | -47  |  | BC TSU Tbilisi        | 85-86  | 81-94   | 63-60 |        |

##### Groupe J
| Rang | Équipe          | Pts | J | G | P | Pp  | Pc  | Diff |  | Résultats (dom.\ext.) |       |       |       |        |
| ---- | --------------- | --- | - | - | - | --- | --- | ---- |  | --------------------- | ----- | ----- | ----- | ------ |
| 1    | Legia Varsovie  | 11  | 6 | 5 | 1 | 498 | 459 | 39   |  | Legia Varsovie        |       | 90-79 | 74-63 | 85-62  |
| 2    | CSM CSU Oradea  | 10  | 6 | 4 | 2 | 537 | 487 | 50   |  | CSM CSU Oradea        | 93-74 |       | 91-93 | 105-92 |
| 3    | Patrioti Levice | 8   | 6 | 2 | 4 | 449 | 480 | -31  |  | Patrioti Levice       | 77-86 | 65-82 |       | 68-55  |
| 4    | Joensuun Kataja | 7   | 6 | 1 | 5 | 459 | 517 | -58  |  | Joensuun Kataja       | 85-89 | 73-87 | 92-83 |        |

##### Classement des meilleurs deuxièmes des poules de la saison régulière
Les dix clubs premiers de leur poule sont qualifiés pour le deuxième tour, accompagnés par les six meilleurs deuxièmes.
Légende :
| Rang | Équipe                   | Pts | J | G | P | Pp  | Pc  | Diff |
| ---- | ------------------------ | --- | - | - | - | --- | --- | ---- |
| 1    | ERA Nymburk              | 7   | 4 | 3 | 1 | 372 | 334 | 38   |
| 2    | Pallacanestro Varèse     | 7   | 4 | 3 | 1 | 380 | 365 | 15   |
| 3    | BCM Gravelines Dunkerque | 6   | 4 | 2 | 2 | 294 | 248 | 46   |
| 4    | CSM CSU Oradea           | 6   | 4 | 2 | 2 | 345 | 322 | 23   |
| 5    | Sporting CP              | 6   | 4 | 2 | 2 | 345 | 338 | 7    |
| 6    | FC Porto                 | 6   | 4 | 2 | 2 | 338 | 333 | 5    |
| 7    | Rostock Seawolves        | 6   | 4 | 2 | 2 | 335 | 330 | 5    |
| 8    | BC Kalev Cramo           | 6   | 4 | 2 | 2 | 295 | 301 | -6   |
| 9    | Anwil Włocławek          | 5   | 4 | 1 | 3 | 293 | 274 | 19   |
| 10   | PGE Spójnia Stargard     | 5   | 4 | 1 | 3 | 311 | 351 | -40  |

#### Deuxième tour

##### Groupe K
| Rang | Équipe              | Pts | J | G | P | Pp  | Pc  | Diff |  | Résultats (dom.\ext.) |       |       |        |       |
| ---- | ------------------- | --- | - | - | - | --- | --- | ---- |  | --------------------- | ----- | ----- | ------ | ----- |
| 1    | Surne Bilbao Basket | 11  | 6 | 5 | 1 | 504 | 438 | 66   |  | Surne Bilbao Basket   |       | 90-86 | 75-73  | 90-63 |
| 2    | FC Porto            | 10  | 6 | 4 | 2 | 507 | 453 | 54   |  | FC Porto              | 72-75 |       | 82-64  | 92-80 |
| 3    | BG 74 Göttingen     | 9   | 6 | 3 | 3 | 477 | 469 | 8    |  | BG 74 Göttingen       | 82-80 | 81-87 |        | 76-70 |
| 4    | Balkan Botevgrad    | 6   | 6 | 0 | 6 | 413 | 541 | -128 |  | Balkan Botevgrad      | 62-94 | 63-88 | 75-101 |       |

##### Groupe L
| Rang | Équipe               | Pts | J | G | P | Pp  | Pc  | Diff |  | Résultats (dom.\ext.) |       |        |       |        |
| ---- | -------------------- | --- | - | - | - | --- | --- | ---- |  | --------------------- | ----- | ------ | ----- | ------ |
| 1    | Bahçeşehir Koleji SK | 12  | 6 | 6 | 0 | 568 | 456 | 112  |  | Bahçeşehir Koleji SK  |       | 100-90 | 99-87 | 119-79 |
| 2    | Legia Varsovie       | 10  | 6 | 4 | 2 | 560 | 496 | 64   |  | Legia Varsovie        | 66-77 |        | 93-84 | 111-72 |
| 3    | Sporting CP          | 8   | 6 | 2 | 4 | 518 | 542 | -24  |  | Sporting CP           | 67-82 | 86-99  |       | 103-88 |
| 4    | BC Jonava CBet       | 6   | 6 | 0 | 6 | 464 | 616 | -152 |  | BC Jonava CBet        | 67-91 | 77-101 | 81-91 |        |

##### Groupe M
| Rang | Équipe                   | Pts | J | G | P | Pp  | Pc  | Diff |  | Résultats (dom.\ext.)    |       |       |        |       |
| ---- | ------------------------ | --- | - | - | - | --- | --- | ---- |  | ------------------------ | ----- | ----- | ------ | ----- |
| 1    | ERA Nymburk (+3)         | 10  | 6 | 4 | 2 | 445 | 394 | 51   |  | ERA Nymburk              |       | 70-64 | 72-57  | 84-62 |
| 2    | Casademont Zaragoza (-3) | 10  | 6 | 4 | 2 | 472 | 445 | 27   |  | Casademont Zaragoza      | 82-79 |       | 101-90 | 88-71 |
| 3    | BCM Gravelines Dunkerque | 9   | 6 | 3 | 3 | 442 | 460 | -18  |  | BCM Gravelines Dunkerque | 74-71 | 70-69 |        | 73-80 |
| 4    | Manisa BBSK              | 7   | 6 | 1 | 5 | 400 | 460 | -60  |  | Manisa BBSK              | 55-69 | 65-68 | 67-78  |       |

##### Groupe N
| Rang | Équipe               | Pts | J | G | P | Pp  | Pc  | Diff |  | Résultats (dom.\ext.) |       |        |        |       |
| ---- | -------------------- | --- | - | - | - | --- | --- | ---- |  | --------------------- | ----- | ------ | ------ | ----- |
| 1    | Niners Chemnitz      | 11  | 6 | 5 | 1 | 549 | 467 | 82   |  | Niners Chemnitz       |       | 109-85 | 101-98 | 78-57 |
| 2    | Pallacanestro Varèse | 9   | 6 | 3 | 3 | 534 | 527 | 7    |  | Pallacanestro Varèse  | 90-78 |        | 100-81 | 79-82 |
| 3    | CSM CSU Oradea (+17) | 8   | 6 | 2 | 4 | 526 | 553 | -27  |  | CSM CSU Oradea        | 79-95 | 96-103 |        | 90-78 |
| 4    | ZZ Leiden (-17)      | 8   | 6 | 2 | 4 | 432 | 494 | -62  |  | ZZ Leiden             | 58-88 | 81-77  | 77-82  |       |

### Phase finale

#### Tableau
|  | Quarts de finale | Quarts de finale      | Quarts de finale      | Quarts de finale | Quarts de finale |     |                     | Demi-finales          | Demi-finales | Demi-finales | Demi-finales | Demi-finales |  |  | Finale | Finale          | Finale | Finale | Finale |
|  |                  |                       |                       |                  |                  |     |                     |                       |              |              |              |              |  |  |        |                 |        |        |        |
|  | N1               | Niners Chemnitz       | 98                    | *102             | 200              |     |                     |                       |              |              |              |              |  |  |        |                 |        |        |        |
|  | M2               | Casademont Zaragoza   | *64                   | 86               | 150              |     |                     |                       |              |              |              |              |  |  |        |                 |        |        |        |
|  | M2               | Casademont Zaragoza   | *64                   | 86               | 150              |     | N1                  | Niners Chemnitz       | 98           | *73          | 171          |              |  |  |        |                 |        |        |        |
|  |                  |                       |                       |                  |                  |     | N1                  | Niners Chemnitz       | 98           | *73          | 171          |              |  |  |        |                 |        |        |        |
|  |                  | K1                    | Surne Bilbao Basket   | *73              | 82               | 155 |                     |                       |              |              |              |              |  |  |        |                 |        |        |        |
|  | K1               | K1                    | Surne Bilbao Basket   | *73              | 82               | 155 | Surne Bilbao Basket | 64                    | *81          | 145          |              |              |  |  |        |                 |        |        |        |
|  | K1               |                       |                       |                  |                  |     | Surne Bilbao Basket | 64                    | *81          | 145          |              |              |  |  |        |                 |        |        |        |
|  | L2               | Legia Varsovie        | *83                   | 53               | 136              |     |                     |                       |              |              |              |              |  |  |        |                 |        |        |        |
|  |                  |                       |                       |                  |                  |     |                     |                       |              |              |              |              |  |  | N1     | Niners Chemnitz | *85    | 95ap   | 180    |
|  |                  | L1                    | Bahçeşehir Koleji SK0 | 74               | *105             | 179 |                     |                       |              |              |              |              |  |  |        |                 |        |        |        |
|  | L1               | Bahçeşehir Koleji SK0 | 80                    | *88              | 168              |     |                     |                       |              |              |              |              |  |  |        |                 |        |        |        |
|  | K2               | FC Porto              | *90                   | 52               | 142              |     |                     |                       |              |              |              |              |  |  |        |                 |        |        |        |
|  | K2               | FC Porto              | *90                   | 52               | 142              |     | L1                  | Bahçeşehir Koleji SK0 | 80           | *81          | 161          |              |  |  |        |                 |        |        |        |
|  |                  |                       |                       |                  |                  |     | L1                  | Bahçeşehir Koleji SK0 | 80           | *81          | 161          |              |  |  |        |                 |        |        |        |
|  |                  | N2                    | Pallacanestro Varèse0 | *81              | 73               | 154 |                     |                       |              |              |              |              |  |  |        |                 |        |        |        |
|  | M1               | N2                    | Pallacanestro Varèse0 | *81              | 73               | 154 | ERA Nymburk         | *65                   | 76           | 141          |              |              |  |  |        |                 |        |        |        |
|  | M1               |                       |                       |                  |                  |     | ERA Nymburk         | *65                   | 76           | 141          |              |              |  |  |        |                 |        |        |        |
|  | N2               | Pallacanestro Varèse0 | 80                    | *91              | 171              |     |                     |                       |              |              |              |              |  |  |        |                 |        |        |        |

## Récompenses individuelles

### Récompenses de la saison
- MVP[1] :  Kaza Kajami-Keane ( Niners Chemnitz)

### Récompenses mensuelles
| Mois            | Joueur                    | Équipe                     | Pts  | Reb  | PD  | Éval |
| --------------- | ------------------------- | -------------------------- | ---- | ---- | --- | ---- |
| Octobre         | Willie Cauley-Stein (1/1) | Pallacanestro Varèse (1/2) | 16,5 | 14,5 |     | 30,0 |
| Novembre        | Olivier Hanlan (1/1)      | Pallacanestro Varèse (2/2) | 21,0 | 6,0  | 7,7 |      |
| Décembre        | Phil Scrubb (1/1)         | Bahçeşehir Koleji SK (1/1) | 18,5 | 3,5  | 5,5 |      |
| Janvier-Février | Christian Vital (1/1)     | Legia Varsovie (1/1)       | 26,2 | 5,0  | 3,7 |      |
| Mars            | Jeff Garrett (1/1)        | Niners Chemnitz (1/1)      | 15,3 | 10,3 | 1,7 | 21,3 |

### Récompenses hebdomadaires

#### Meilleure équipe par journée de la saison régulière
| Journée | PG                                                      | SG                                        | SF                                               | PF                                                | C                                                     |
| ------- | ------------------------------------------------------- | ----------------------------------------- | ------------------------------------------------ | ------------------------------------------------- | ----------------------------------------------------- |
| 1       | Taveion Hollingsworth (1/2) Petrolina AEK Larnaca (1/2) | Erick Neal (1/1) CSM CSU Oradea (1/4)     | Tanner Omlid (1/2) FC Porto (1/4)                | Marko Loncovic (1/1) Sporting CP (1/7)            | Travis Taylor (1/1) Keravnós Strovólou (1/1)          |
| 2       | J. J. Chandler (1/1) KB Peja (1/2)                      | Nike Sibande (1/1) Joensuun Kataja (1/1)  | Thomas Bell (1/1) ERA Nymburk (1/2)              | Jerry Boutsiele (1/6) Bahçeşehir Koleji SK (1/15) | Willie Cauley-Stein (1/1) Pallacanestro Varèse (1/11) |
| 3       | Kristian Kullamäe (1/1) Surne Bilbao Basket (1/6)       | Fedor Žugić (1/1) BG 74 Göttingen (1/3)   | Justin Davis (1/1) KB Peja (2/2)                 | Cleveland Melvin (1/2) FC Porto (2/4)             | Jerry Boutsiele (2/6) Bahçeşehir Koleji SK (2/15)     |
| 4       | Rati Andronikashvili (1/1) BC TSU Tbilisi (1/1)         | Ron Curry (1/2) Sporting CP (2/7)         | Edvinas Šeškus (1/1) BC Jonava CBet (1/1)        | Tyler Cavanaugh (1/3) Bahçeşehir Koleji SK (3/15) | James Dickey (1/1) Arconic Alba Fehérvár (1/1)        |
| 5       | Olivier Hanlan (1/4) Pallacanestro Varèse (2/11)        | D. J. Fenner (1/1) Heroes Den Bosch (1/1) | Pako Cruz (1/1) Manisa BBSK (1/3)                | Donatas Tarolis (1/2) CSM CSU Oradea (2/4)        | Kārlis Šiliņš (1/1) BG 74 Göttingen (2/3)             |
| 6       | Taveion Hollingsworth (2/2) Petrolina AEK Larnaca (2/2) | Marcus LoVett (1/2) Sporting CP (3/7)     | Olivier Hanlan (2/4) Pallacanestro Varèse (3/11) | Eddie Ekiyor (1/1) Sporting CP (4/7)              | Cătălin Baciu (1/1) CSM CSU Oradea (3/4)              |

#### Meilleure équipe par journée du deuxième tour
| Journée | PG                                                | SG                                               | SF                                               | PF                                                | C                                                 |
| ------- | ------------------------------------------------- | ------------------------------------------------ | ------------------------------------------------ | ------------------------------------------------- | ------------------------------------------------- |
| 1       | Olivier Hanlan (3/4) Pallacanestro Varèse (4/11)  | Phil Scrubb (1/3) Bahçeşehir Koleji SK (4/15)    | Jeff Garrett (1/2) Niners Chemnitz (1/7)         | Mike Moore (1/1) Sporting CP (5/7)                | Kevin Yebo (1/1) Niners Chemnitz (2/7)            |
| 2       | Christian Vital (1/3) Legia Varsovie (1/5)        | Phil Scrubb (2/3) Bahçeşehir Koleji SK (5/15)    | Tajion Jones (1/1) ZZ Leiden (1/2)               | Gabe Brown (1/1) Pallacanestro Varèse (5/11)      | Donatas Tarolis (2/2) CSM CSU Oradea (4/4)        |
| 3       | Christian Vital (2/3) Legia Varsovie (2/5)        | Adam Smith (1/1) Surne Bilbao Basket (2/6)       | Axel Bouteille (1/3) Bahçeşehir Koleji SK (6/15) | Emanuel Terry (1/1) Manisa BBSK (2/3)             | Jerry Boutsiele (3/6) Bahçeşehir Koleji SK (7/15) |
| 4       | Marcus LoVett (2/2) Sporting CP (6/7)             | Davide Moretti (1/2) Pallacanestro Varèse (6/11) | Ron Curry (2/2) Sporting CP (7/7)                | Tyler Cavanaugh (2/3) Bahçeşehir Koleji SK (8/15) | Ryan Luther (1/1) Manisa BBSK (3/3)               |
| 5       | Christian Vital (3/3) Legia Varsovie (3/5)        | Umoja Gibson (1/1) BG 74 Göttingen (3/3)         | Alex Renfroe (1/1) Surne Bilbao Basket (3/6)     | Tyler Cavanaugh (3/3) Bahçeşehir Koleji SK (9/15) | Roeland Schaftenaar (1/1) ZZ Leiden (2/2)         |
| 6       | Loren Cristian Jackson (1/1) Legia Varsovie (4/5) | Phil Scrubb (3/3) Bahçeşehir Koleji SK (10/15)   | Olivier Hanlan (4/4) Pallacanestro Varèse (7/11) | Tanner Omlid (2/2) FC Porto (3/4)                 | Sukhmail Mathon (1/1) ERA Nymburk (2/2)           |

#### Meilleure équipe par match de la phase finale
| Tour                  | PG                                               | SG                                                | SF                                                | PF                                                  | C                                                  |
| --------------------- | ------------------------------------------------ | ------------------------------------------------- | ------------------------------------------------- | --------------------------------------------------- | -------------------------------------------------- |
| 1/4 de finale Match 1 | Kaza Kajami-Keane (1/2) Niners Chemnitz (3/7)    | Hugo Besson (1/1) Pallacanestro Varèse (8/11)     | Cleveland Melvin (2/2) FC Porto (4/4)             | Aric Holman (1/1) Legia Varsovie (5/5)              | Jerry Boutsiele (4/6) Bahçeşehir Koleji SK (11/15) |
| 1/4 de finale Match 2 | Kaza Kajami-Keane (2/2) Niners Chemnitz (4/7)    | Trae Bell-Haynes (1/1) Casademont Zaragoza (1/1)  | Jeff Garrett (2/2) Niners Chemnitz (5/7)          | Sacha Killeya-Jones (1/2) Surne Bilbao Basket (4/6) | Jerry Boutsiele (5/6) Bahçeşehir Koleji SK (12/15) |
| 1/2 finale Match 1    | Davide Moretti (2/2) Pallacanestro Varèse (9/11) | DeAndre Lansdowne (1/1) Niners Chemnitz (6/7)     | Axel Bouteille (2/3) Bahçeşehir Koleji SK (13/15) | Sacha Killeya-Jones (2/2) Surne Bilbao Basket (5/6) | Skylar Spencer (1/1) Pallacanestro Varèse (10/11)  |
| 1/2 finale Match 2    | Wesley van Beck (1/1) Niners Chemnitz (7/7)      | Sean McDermott (1/1) Pallacanestro Varèse (11/11) | Axel Bouteille (3/3) Bahçeşehir Koleji SK (14/15) | Tryggvi Hlinason (1/1) Surne Bilbao Basket (6/6)    | Jerry Boutsiele (6/6) Bahçeşehir Koleji SK (15/15) |